# Muzej grada Skoplja
Muzej grada Skoplja (makedonski: Музеј на Град Скопје, albanski: Muzeu i Qytetit të Shkupit) je gradski muzej posvećen povijesti i razvoju Skoplja, glavnog grada Sjeverne Makedonije, od najranijih vremena do suvremenog doba. Stalni postav muzeja prikazuje povijest Skoplja, počevši od prvih poznatih naselja oko 3000. godine pr. Kr. pa sve do današnjih dana.
Muzej je osnovan 1949. godine odlukom Narodnog odbora grada Skoplja, glavnog grada tada osnovane Narodne Republike Makedonije, pod nazivom Narodni muzej grada Skoplja. Za javnost je otvoren 1951. godine, na obljetnicu oslobođenja grada na kraju Drugog svjetskog rata.
Od 1970. godine muzej je smješten u obnovljenom dijelu stare željezničke stanice, koja je znatno oštećena u katastrofalnom potresu koji je pogodio Skoplje 1963. godine. Preostala trećina zgrade, koja je u najvećoj mjeri očuvana, danas čini središnju zgradu muzeja. Muzej raspolaže površinom od 4.500 m², od čega je 2.000 m² namijenjeno izložbenim prostorima.

## Zbirka
Zbirka muzeja obuhvaća 21.950 predmeta, podijeljenih na četiri odjela: arheološki, povijesni, etnološki i odjel povijesti umjetnosti. Među značajnim donacijama muzeju ističe se 182 fotografija makedonskog umjetničkog fotografa Blagoja Drnkova, zbirka tradicionalnih japanskih Ukiyo-e drvoreza te 159 djela, uglavnom akvarela, koje je 1991. godine donirao slikar Lubomir Belogaski. Belogaskijeva zbirka, prva takve vrste u Sjevernoj Makedoniji, potaknula je osnivanje Galerije Lubomira Belogaskog, gdje su njegova djela trajno izložena.
- Antički natpisi na kamenu
- Narodna nošnja
- Pravoslavna ikona

## Povijest
Skoplje je do Prvog balkanskog rata 1912-1913. godine bilo u sastavu Osmanskog Carstva kao jedan od posljednjih dijelova Balkana koji je ostao pod osmanskom kontrolom. Ujedno je šira regija bila predmet sporova neovisnih balkanskih zemalja koji su do danas poznati kao makedonsko pitanje. Nakon oslobođenja od osmanske vlasti, grad je postao dio proširene Kraljevine Srbije u okviru koje je Vardarska Makedonija zvana i Starom ili južnom Srbijom. Nastankom Kraljevine Srba, Hrvata i Slovenaca 1918. godine, a posebice nakon uspostave Banovine Hrvatske 1939. godine, Skoplje je u planovima srpskog političkog vodstva trebalo postati administrativno središte nikada realizirane Banovine Srbije (engleski).
U tom kontekstu, ideja o osnivanju Gradskog muzeja u Skoplju pojavila se 1935. godine, kada je u gradskom proračunu izdvojeno 100.000 dinara za njegov razvoj. Sredstva su bila namijenjena za fotografiranje važnih objekata u gradu, prikupljanje muzejskog materijala, knjiga i slika vezanih uz Skoplje, iskopavanje antičkog grada Skupija te očuvanje starih spomenika. Također, planirano je objedinjenje zbirke "Muzeja južne Srbije" s novim skopskim odjelom. Međutim, osnivanje muzeja odgođeno je zbog političkih razloga, budući da su vlasti smatrale kako bi mogao poslužiti kao sredstvo za jačanje nacionalne svijesti makedonske zajednice.
Nakon Drugog svjetskog rata, 1949. godine osnovan je Gradski muzej Skoplja odlukom Gradskog narodnog odbora, a za javnost je otvoren 11. listopada 1951., na desetu obljetnicu Dana makedonskog ustanka, proglašenog državnim blagdanom 1945. godine. Tijekom gotovo dva desetljeća muzej se suočavao s izazovima u pronalasku odgovarajuće zgrade. U početku je djelovao unutar Kulturno-znanstvene komisije Gradskog narodnog odbora Skoplja, a 1952. godine preseljen je u prostorije u Ulici 27. ožujka u centru grada.
Početkom 1956. godine muzej je premješten u dio nekadašnjeg turskog telegrafskog ureda, koji je kasnije i sam postao zaštićeni kulturni spomenik. Godine 1962. pregled kulturnih spomenika grada rezultirao je odlukom o premještanju stalnog muzejskog postava u zgradu Kuršumli han, osmanski objekt iz 16. stoljeća smješten u staroj čaršiji. No, prije nego što su planovi mogli biti provedeni, razorni potres 26. srpnja 1963. oštetio je zgradu, prisiljavajući muzej da privremeno djeluje na otvorenom, pod šatorima.
Godine 1964. postavljena je privremena montažna zgrada u blizini tvrđave Kale, financirana s 320.000 dinara. Do 1967. muzej je ponovno morao seliti zbog novih urbanističkih projekata, uključujući izgradnju francuskog konzulata u Skoplju. Iste godine muzej je razradio plan za izgradnju nove zgrade ili adaptaciju dijela stare željezničke stanice, koja je postala simbol potresa iz 1963. godine. Plan je odobren 1968., a radovi su završeni 1970. godine. Nova zgrada imala je površinu od 4.670 četvornih metara, uključujući izložbene prostore, kino-dvoranu, skladišta, radionice, urede i tehničke prostorije. Obnova je koštala 7,8 milijuna dinara.
Muzej je ponovno otvoren za javnost 11. listopada 1971. godine predstavivši tematsku izložbu posvećenu Narodnooslobodilačkom ratu, obilježavajući 30. obljetnicu revolucije u Skoplju iz 1941. godine.

## Zgrada muzeja
Muzej je smješten u zgradi stare željezničke stanice, djelomično uništenoj tijekom potresa u Skoplju 1963. godine. Izvorno izgrađena kao zamjena za prvu stanicu iz 1873. godine, simbolizirala je modernizaciju i širenje Skoplja. Dizajnirao ju je srpski arhitekt Velimir Gavrilović, a gradnja je započela 1937. godine. Stanica je službeno otvorena 1940. godine. Zgrada je imala monumentalni, simetrični dizajn s klasičnim i bizantskim utjecajima, uključujući kolonadu s arkadama na gornjem katu.
Nakon okončanja Narodnooslobodilačkog rata u Makedoniji, mural umjetnika Borka Lazeskog krasio je zgradu, no uništen je u potresu 1963. godine. Preostali dio zgrade prilagođen je za smještaj Gradskog muzeja Skoplja 1966. godine, a obnova je trajala do 1979. godine. Na zgradu je nakon potresa postavljena ploča u spomen na govor predsjednika Jugoslavije Josipa Broza Tita. Nakon stjecanja neovisnosti zemlje 1991. godine, ploča je uklonjena u vrijeme vlasti VMRO-DPMNE-a i pohranjena u muzejskom depou. U mandatu Socijaldemokratskog saveza Makedonije 2018. godine, ploča je vraćena na izvorno mjesto.

### Ostali objekti
Suli han, smješten u Staroj čaršiji, dom je stalne izložbe "Povijest Stare čaršije". Uz to, muzejski kompleks uključuje nekoliko memorijalnih muzeja, poput Memorijalnog muzeja Pokrajinskog komiteta komunista u Makedoniji i Memorijalnog muzeja Radionice za ilegalno oružje iz Drugog svjetskog rata.